# Olocausto in Germania

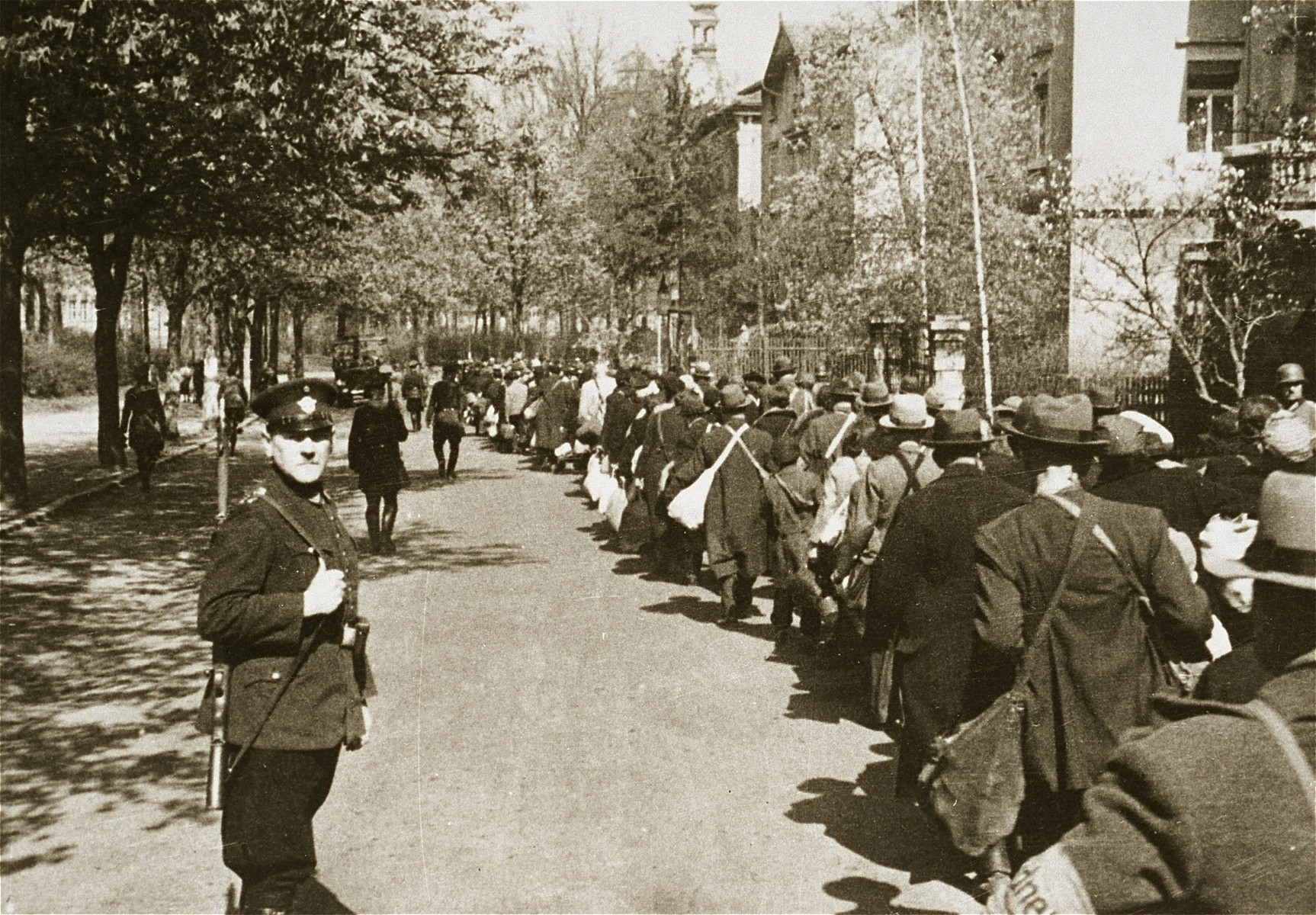
Ebrei deportati da Würzburg nel distretto di Lublino il 25 aprile 1942.

L'Olocausto in Germania fu la persecuzione sistematica, la deportazione e l'omicidio degli ebrei presenti nella Germania nazista. Complessivamente, dei 522.000 ebrei presenti in Germania nel gennaio 1933, circa 304.000 emigrarono durante i primi sei anni di dominio nazista e alla vigilia della seconda guerra mondiale né rimasero circa 214.000 e di questi, 160.000-180.000 furono uccisi, il 19 maggio 1943 rimasero solo circa 20.000 ebrei e la Germania fu dichiarata judenrein.

## Contesto storico
Negli anni '20 in Germania vivevano circa 500.000 ebrei, cioè meno dell'1% della popolazione del paese, godevano dell'uguaglianza giuridica e sociale ed erano mediamente più ricchi degli altri tedeschi. Gli ebrei tedeschi furono in gran parte integrati nella società tedesca compresa la minoranza costituita dagli immigrati dall'Europa orientale.
Durante gli anni della Repubblica di Weimar, gli ebrei tedeschi assunsero un ruolo importante nel governo del paese ricoprendo diversi incarichi sia politici che diplomatici, oltre all'importanza acquisita nel campo economico, finanziario e culturale. Esistevano anche una serie di organizzazioni politiche e religiose ebraiche attive, come la Centralverein deutscher Staatsbürger jüdischen Glaubens e la Agudat Yisrael. Nel contempo, la comunità ebraica tedesca dovette affrontare diverse questioni urgenti legate all'integrazione degli ebrei dell'Europa orientale e al crescente sentimento antisemita alimentato dall'ascesa di Adolf Hitler e dall'espansione del partito nazista.

## Leggi e politiche prebelliche

### Leggi antiebraiche

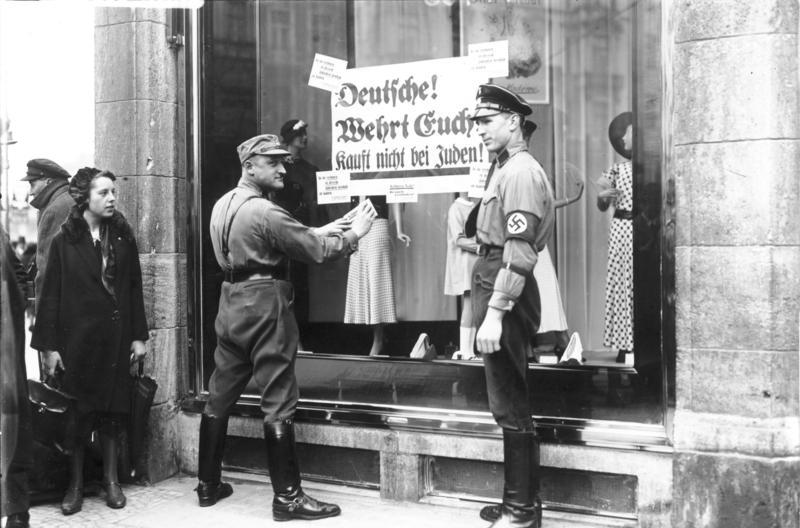
Boicottaggio dei negozi e degli esercizi commerciali ebrei, organizzato il 1º aprile 1933 dai nazionalsocialisti.

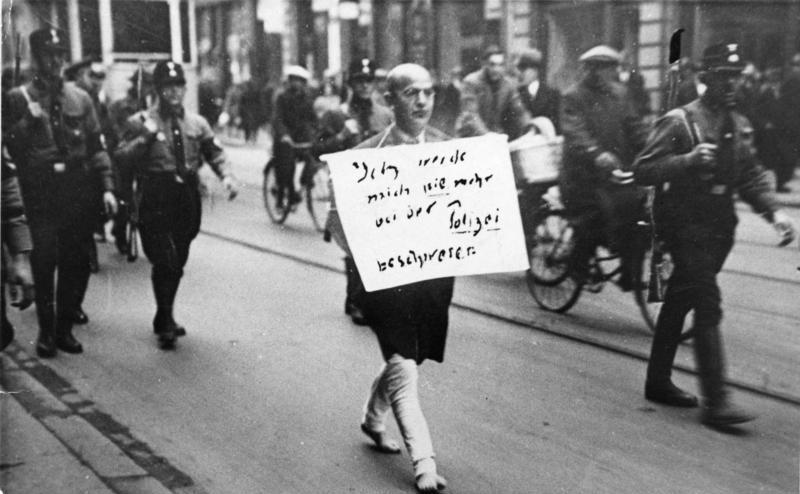
Monaco 1933, alcuni miliziani nazisti delle SA costrinsero un avvocato ebreo a camminare con un cartello che diceva "Non mi lamenterò mai più con la polizia".

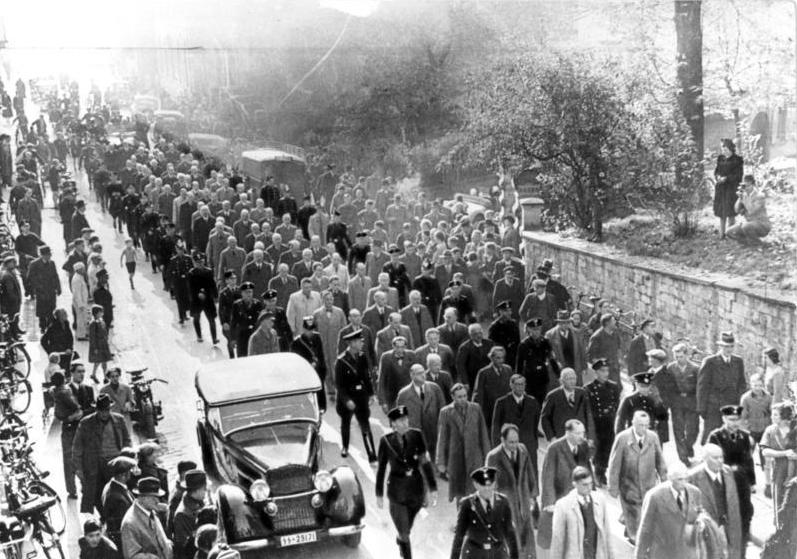
Arresto di massa degli ebrei a Baden-Baden dopo la notte dei cristalli.

Nel corso degli anni '30, vari enti governativi tedeschi, organizzazioni di partito e autorità locali promulgarono una serie di misure antiebraiche senza un coordinamento centrale. Le prime leggi antiebraiche di livello nazionale furono approvate nel 1933: gli ebrei furono banditi o limitati in diverse professioni, dopo aver cacciato gli ebrei tedeschi dalla vita pubblica entro la fine del 1934, il regime approvò le leggi di Norimberga nel 1935. Queste leggi limitarono i pieni diritti di cittadinanza alle persone di "sangue tedesco o affine", limitarono l'attività economica degli ebrei e criminalizzarono i nuovi matrimoni e anche i rapporti sessuali tra ebrei e tedeschi non ebrei. Gli ebrei furono definiti tali in base alla loro discendenza da tre o quattro nonni ebrei.
Nel 1938 e nel 1939, un'altra ondata di leggi si concentrò sull'espulsione degli ebrei dalla vita economica. Fu loro impedito di lavorare come agenti immobiliari o di commercio, e fu proibito anche di esercitare la professione di medico, farmacista, dentista o avvocato tranne che per i clienti ebrei. L'espropriazione delle imprese ebraiche iniziò nel 1937 con la loro registrazione e fu consentita dall'inizio del 1938. Nel dicembre 1938 un decreto stabilì la chiusura di tutte le imprese ebraiche ancora in attività. Nel complesso, i nazisti approvarono circa 1.500 leggi antiebraiche.
Il regime cercò anche di segregare gli ebrei in vista della loro definitiva scomparsa dal paese. Tra le misure antiebraiche di livello locale furono sfruttati anche dei cartelli che dichiaravano gli ebrei non graditi. Gli ebrei furono banditi da molte città termali e dai servizi pubblici come ospedali e strutture ricreative. Anche gli studenti ebrei furono gradualmente costretti ad abbandonare il sistema scolastico. Alcuni comuni emanarono delle restrizioni che regolarono i luoghi dove gli ebrei potevano vivere o condurre affari.

### Violenza antiebraica
La violenza antiebraica, in gran parte organizzata a livello locale dai membri delle istituzioni del partito nazista, tra il 1933 e il 1939 assunse principalmente forme non letali. I negozi ebrei, soprattutto nelle zone rurali, furono spesso boicottati o vandalizzati. Gli ebrei furono costretti con la violenza a lasciare alcuni luoghi o gli fu negato l'ingresso, mentre altri furono pubblicamente umiliati per presunti rapporti sessuali con non ebrei. Per questo molte piccole città divennero completamente libere dagli ebrei e ben un terzo degli imprenditori ebrei potrebbe essere stato costretto a chiudere l'attività prima che ciò fosse richiesto dalla legge.
Il terrore antiebraico fu ancora peggiore nelle aree annesse alla Germania nazista; in Austria le SS e le SA distrussero i negozi e rubarono le automobili degli ebrei. Nei Sudeti e a Danzica la maggior parte degli ebrei fuggì prima dell'annessione o poco dopo.
Il 9-10 novembre 1938, i nazisti organizzarono un pogrom, la notte dei cristalli, in tutta la Germania che portò ad almeno 90 ebrei assassinati, oltre 7.500 negozi ebrei (su 9.000) saccheggiati e oltre 1.000 sinagoghe danneggiate o distrutte, per un danno stimato in 39 milioni di Reichsmark. Al pogrom parteciparono la polizia regolare, la Gestapo, le SS e le SA. Tra il 9 e il 16 novembre furono arrestati 30.000 ebrei, anche se molti furono rilasciati nel giro di poche settimane. Gli ebrei tedeschi furono ritenuti collettivamente responsabili per la restituzione dei danni e inoltre fu loro addebitata una tassa speciale di oltre un miliardo di Reichsmark.

### Emigrazione
Il governo nazista costrinse gli ebrei a lasciare la Germania. L'intensificarsi della persecuzione nel 1938 fece salire alle stelle il tasso di emigrazione. La conferenza di Evian del 1938 fu organizzata per aiutare i rifugiati ebrei, ma non riuscì ad allentare le restrizioni sull'immigrazione. Alla fine del 1939, la maggior parte degli ebrei era già emigrata, rimase coloro che non poterono ottenere il visto e cioè gli anziani, i più poveri o le donne.
La maggioranza degli emigranti, circa 110.000 persone, partì verso gli Stati Uniti, mentre in numero minore emigrò in Sud America, Shanghai e Sudafrica. La Palestina fu l'unico luogo in cui il piano di reinsediamento tedesco produsse dei risultati, l'accordo dell'Haavara portò all'emigrazione di circa 53.000 ebrei tedeschi ai quali fu permesso di trasferire 100 milioni di Reichsmark di loro beni in Palestina acquistando beni tedeschi. La Germania raccolse anche quasi 1 miliardo di Reichsmark dagli emigranti principalmente ebrei grazie alla tassa del Reich sulla fuga dei capitali. Nell'ottobre 1938, la Germania deportò molti ebrei polacchi. La politica di emigrazione forzata continuò fino al 1940.

## Campi di lavoro forzato
A partire dal 1938, molti ebrei furono portati nei campi di lavoro forzato (in tedesco: Zwangsarbeitslager für Juden). Questi campi furono spesso di natura temporanea e in genere supervisionati dalle autorità civili. Inizialmente, la necessità non fu principalmente di natura economica ma spesso risultò in lavori insignificanti destinati a umiliare le vittime. Durante la guerra e con la crescente necessità di manodopera nell'industria degli armamenti, i prigionieri furono costretti a lavorare nelle fabbriche e nei siti industriali.
In definitiva, i campi dovevano essere un luogo di "distruzione attraverso il lavoro" e servivano come transizione dal lavoro forzato all'annientamento fisico. La differenza tra i campi di lavoro forzato e i luoghi deputati allo sterminio sistematico, era particolarmente sfumata nella Polonia occupata e nei territori occupati dell'Unione Sovietica.
Dopo il 1943, molti campi furono integrati nella rete dei campi di concentramento nazisti, mentre durante l'ultimo anno di guerra, le persone di parziale discendenza ebraica e i non ebrei nei matrimoni misti furono arrestati e imprigionati in un centinaio di campi.

## Deportazione nei ghetti e nei campi di sterminio

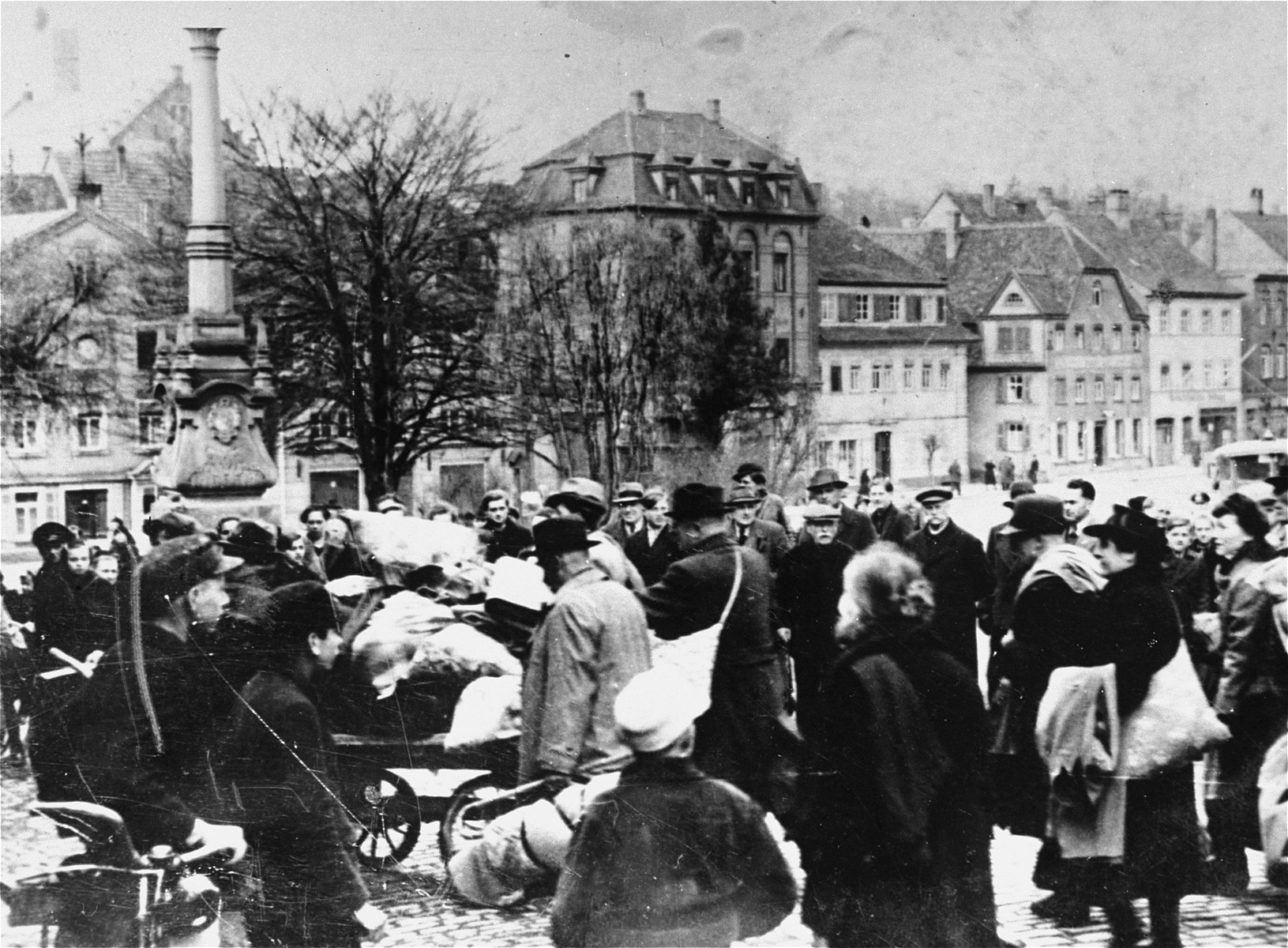
24 marzo 1942, i residenti osservano l'arrivo di un gruppo di deportati ebrei al centro di raccolta Fränkischen Hof durante un'azione di deportazione a Kitzingen.

All'inizio di settembre, tutti gli ebrei tedeschi dovettero indossare la stella gialla e in seguito Hitler decise di deportarli verso est. In concomitanza con la deportazione di massa, l'emigrazione fu vietata. Alla fine del 1941, 42.000 ebrei dalla Germania e 5.000 rom dall'Austria furono deportati a Łódź, Kaunas, Riga e Minsk, dove la maggior parte non fu immediatamente giustiziata. Alla fine di novembre, 5.000 ebrei tedeschi furono fucilati fuori Kaunas e altri 1.000 vicino a Riga, Himmler ordinò la fine di tali massacri e alcuni tra gli alti dirigenti nazisti espressero dei dubbi sull'uccisione degli ebrei tedeschi. Le esecuzioni degli ebrei tedeschi negli Stati baltici ripresero all'inizio del 1942.
Circa 55.000 ebrei tedeschi furono deportati tra marzo e giugno 1942, principalmente nei ghetti del distretto di Lublino del Governatorato Generale, i cui abitanti erano stati uccisi poco prima a Belzec. Molti uomini normodotati furono rimossi dai trasporti a Majdanek per i lavori forzati. Dalla metà di giugno alcuni trasporti furono diretti a Sobibor dove la maggior parte dei deportati fu immediatamente assassinata. Altri furono deportati a Minsk dove invece di essere imprigionati nel ghetto, quasi tutti furono immediatamente uccisi a Malyj Trostenec. Alla fine del 1942 altri ebrei furono deportati nei centri di sterminio o nei ghetti dell'Europa orientale.
L'obiettivo dei nazisti di eliminare la popolazione ebraica in Germania fu in gran parte raggiunto nel 1943, nel 1944 ci fu la deportazione di circa 200.000 ebrei dall'Ungheria a causa della crescente domanda di manodopera.

## Conseguenze
Quando la guerra finì, in Germania c'erano meno di 28.000 ebrei tedeschi e circa 60.000 sopravvissuti. Nel 1947 la popolazione era aumentata a 250.000 persone grazie all'emigrazione dai paesi del blocco orientale sanzionata dalle autorità comuniste; gli ebrei costituirono circa il 25% della popolazione dei campi profughi. Anche se molti sopravvissuti furono in cattive condizioni di salute, tentarono di organizzare una forma di autogoverno in questi campi, compresi gli sforzi di istruzione e riabilitazione.
A causa della riluttanza degli altri Stati a consentire la loro immigrazione, molti sopravvissuti rimasero in Germania fino alla fondazione dello Stato di Israele nel 1948, mentre altri emigrarono negli Stati Uniti intorno al 1950 grazie all'allentamento delle restrizioni sull'emigrazione.

### Approfondimenti
- (EN) Robert P. Ericksen, Complicity in the Holocaust: Churches and Universities in Nazi Germany, Cambridge University Press, 2012, ISBN 978-1-107-01591-3.
- (EN) Wolf Gruner, Götz Aly, Caroline Pearce, Dorothy Mas e Susanne Heim, German Reich 1933-1937, The Persecution and Murder of the European Jews by Nazi Germany, 1933-1945, vol. 1, Berlin and Boston, De Gruyter, 2019, ISBN 978-3-11-035359-4.
- (EN) Wolf Gruner, The Persecution of the Jews in Berlin, 1933-1945: A Chronology of Measures by the Authorities in the German Capital, Berlin, Stiftung Topographie des Terrors, 2014, ISBN 978-3-941772-14-4.
- Wolf Gruner, Local Initiatives, Central Coordination: German Municipal Administration and the Holocaust, in Networks of Nazi Persecution: Bureaucracy, Business and the Organization of the Holocaust, 1ª ed., Berghahn Books, 2005,  pp. 269-294, ISBN 978-1-84545-163-9, JSTOR j.ctt9qd8kr.20.
- Susanne Heim e Caroline Pearce, German Reich 1938–August 1939, Berlin and Boston, Walter de Gruyter GmbH & Co KG, 2019, ISBN 978-3-11-052638-7.
- (EN) Andrea Löw e Caroline Pearce, German Reich and Protectorate of Bohemia and Moravia September 1939-September 1941, Berlin and Boston, Walter de Gruyter GmbH, maggio 2020, ISBN 978-3-11-052374-4.
- (DE) Andrea Löw, Doris L. Bergen, Anna Hájková (a cura di), Alltag im Holocaust: Jüdisches Leben im Großdeutschen Reich 1941-1945, Walter de Gruyter GmbH, 2014, ISBN 978-3-486-73567-3.
- (EN) Richard N. Lutjens, Submerged on the Surface: The Not-So-Hidden Jews of Nazi Berlin, 1941–1945, a cura di Richard N. Lutjens, Berghahn Books, 2019, DOI:10.2307/j.ctvvb7n02, ISBN 978-1-78533-455-9, JSTOR j.ctvvb7n02.
- (EN) Beate Meyer, Hermann Simon e Chana Schütz, Jews in Nazi Berlin: From Kristallnacht to Liberation, University of Chicago Press, 2009, ISBN 978-0-226-52159-6.
- (EN) Guy Miron, Space and Time Under Persecution: The German-Jewish Experience in the Third Reich, University of Chicago Press, 2023, ISBN 978-0-226-82815-2.
- (EN) Moshe Zimmermann, Germans against Germans: The Fate of the Jews, 1938–1945, Indiana University Press, 2022, ISBN 978-0-253-06232-1.